# Nazionale maschile di roller derby del Giappone
La nazionale di roller derby maschile del Giappone è la selezione maggiore maschile di roller derby, il cui nickname è Team Japan o Ninjapan Rollers, che rappresenta il Giappone nelle varie competizioni ufficiali o amichevoli riservate a squadre nazionali. Si è classificata quindicesima nel campionato mondiale di roller derby maschile 2014.

## Risultati
Legenda: Grassetto: Risultato migliore, Corsivo: Mancate partecipazioni

## Dettaglio stagioni

### Tornei

#### Mondiali
| Stagione | regular season | regular season | regular season | regular season | regular season | regular season | playoff | playoff | playoff | playoff | playoff | playoff      | playoff    |
|          | Vin            | Par            | Per            | Tot            | PF             | PS             | Vin     | Per     | Tot     | PF      | PS      | risultato    | avversaria |
| -------- | -------------- | -------------- | -------------- | -------------- | -------------- | -------------- | ------- | ------- | ------- | ------- | ------- | ------------ | ---------- |
| 2014     | 0              | 0              | 3              | 3              | 172            | 837            | 0       | 2       | 2       | 217     | 713     | Quindicesima | Belgio     |
| 2016     |                |                |                |                |                |                |         |         |         |         |         |              |            |
|          |                |                |                |                |                |                |         |         |         |         |         |              |            |
| Totale   | 0              | 0              | 3              | 3              | 172            | 837            | 0       | 2       | 2       | 217     | 713     |              |            |

### Riepilogo bout disputati
| Anno | Luogo                   | Evento      | Fase del torneo           | Incontro                             | Risultato |
| 2014 | Birmingham              | Mondiale    | Fase a gironi             | Scozia - Giappone                    | 247 - 73  |
| 2014 | Birmingham              | Mondiale    | Fase a gironi             | Giappone - Canada                    | 11 - 349  |
| 2014 | Birmingham              | Mondiale    | Fase a gironi             | Giappone - Belgio                    | 88 - 241  |
| 2014 | Birmingham              | Mondiale    | Primo turno consolazione  | Irlanda - Giappone                   | 416 - 85  |
| 2014 | Birmingham              | Mondiale    | Semifinale 9º - 14º posto | Giappone - Belgio                    | 132 - 297 |
| 2015 | Base navale di Yokosuka | Amichevole  |                           | Giappone - Tokyo Roller Girls        | 204 - 123 |
| 2015 | Base navale di Yokosuka | Amichevole  |                           | Giappone - Tokyo Roller Girls        | 160 - 103 |
| 2015 | Ikego Housing Area      | Amichevole  |                           | Giappone - Tokyo Roller Girls        | 177 - 136 |
| 2016 | Torii Station           | Pacific JAM |                           | Giappone - The Devil Dog Derby Dames |           |
| 2016 | Torii Station           | Pacific JAM |                           | Giappone - Kokeshi Roller Dolls      |           |

## Confronti con le altre Nazionali
Questi sono i saldi del Giappone nei confronti delle Nazionali incontrate.

### Saldo negativo
| Nazionale | Giocate | Vinte | Pareggiate | Perse | PF  | PS  | Ultima vittoria | Ultimo pari | Ultima sconfitta |
| --------- | ------- | ----- | ---------- | ----- | --- | --- | --------------- | ----------- | ---------------- |
| Irlanda   | 1       | 0     | 0          | 1     | 85  | 416 | -               | -           | 2014             |
| Belgio    | 2       | 0     | 0          | 2     | 220 | 538 | -               | -           | 2014             |
| Canada    | 1       | 0     | 0          | 1     | 11  | 349 | -               | -           | 2014             |
| Scozia    | 1       | 0     | 0          | 1     | 73  | 247 | -               | -           | 2014             |